# Quintus Anicius Faustus Paulinus
Quintus Anicius Faustus Paulinus (fl. 220/225-225/230) était un homme politique de l'Empire romain.

## Vie
Fils de Quintus Anicius Faustus et de sa femme Vesia Rustica.
Il était consul suffect en 220/225 et légat d'Auguste propréteur en Mésie inférieure en 225/230 ou en 229-230.
Il s'est marié avec Cocceia, fille de Sextus Cocceius Vibianus et de sa femme Claudia. Ils furent les parents de Sextus Cocceius Anicius Faustus Paulinus.